# 小行星7851
小行星7851（7851 Azumino）是一颗绕太阳运转的小行星，为主小行星带小行星。该小行星于1996年12月29日发现，以安曇野（Azumino）命名。

## 轨道参数
小行星7851的轨道半长轴为2.2046762 UA，离心率为0.163。